# Лёгкий (пароход, 1825)
«Лёгкий» — колёсный пароход Беломорской флотилии, один из первых 12 пароходов России.

## Описание парохода
Длина парохода составляла 34,14 метра, ширина — 18,49 метра, осадка — 3,56 метра. На пароходе была установлена паровая машина мощностью 60 л. с.

## История службы
Пароход был заложен на Соломбальской верфи 27 сентября (9 октября) 1824 года и после спуска на воду 20 июня (2 июля) 1825 года вошёл в состав Беломорской флотилии России.
Использовался для нужд Архангельского порта. В 1842 году был переоборудован в грузовое судно.
В 1845 году пароход «Лёгкий» был разобран.